# جوزيف جربر
جوزيف جربر (بالإنجليزية: Joseph Gerber)‏ (و. 1924 – أغسطس 1996 م) هو مخترِع نمساوي، ولد في فيينا، وكان عضوًا في الأكاديمية الوطنية للهندسة، توفي في هارتفورد، كونيتيكت، بسبب سرطان.

## التعليم
تعلم في معهد رينسيلار للعلوم التطبيقية.

## جوائز
حصل على جوائز منها:
- قلادة العلوم الوطنية الأمريكية في مجال التكنولوجيا والإبتكار.